# Archidiakonat katedralni (diecezja sisacka)
Archidiakonat katedralni − jeden z 3 archidiakonatów diecezji sisackiej, składający się z 3 dekanatów, w skład których wchodzą łącznie 22 parafie. 
W skład archidiakonatu wchodzą następujące dekanaty: 
- dekanat sisačko-katedralni
- dekanat pokupsko-vukomerički
- dekanat sisačko-pešćenički